# Дрімлюга-прапорокрил камерунський
Дрімлюга-прапорокрил камерунський (Caprimulgus longipennis) — вид дрімлюгоподібних птахів родини дрімлюгових (Caprimulgidae). Мешкає на півночі Субсахарської Африки. Раніше цей вид відносили до роду Дрімлюга-прапорокрил (Macrodipteryx), однак за результатами низки молекулярно-генетичних досліджень він був переведений до роду Дрімлюга (Caprimulgus).

## Опис

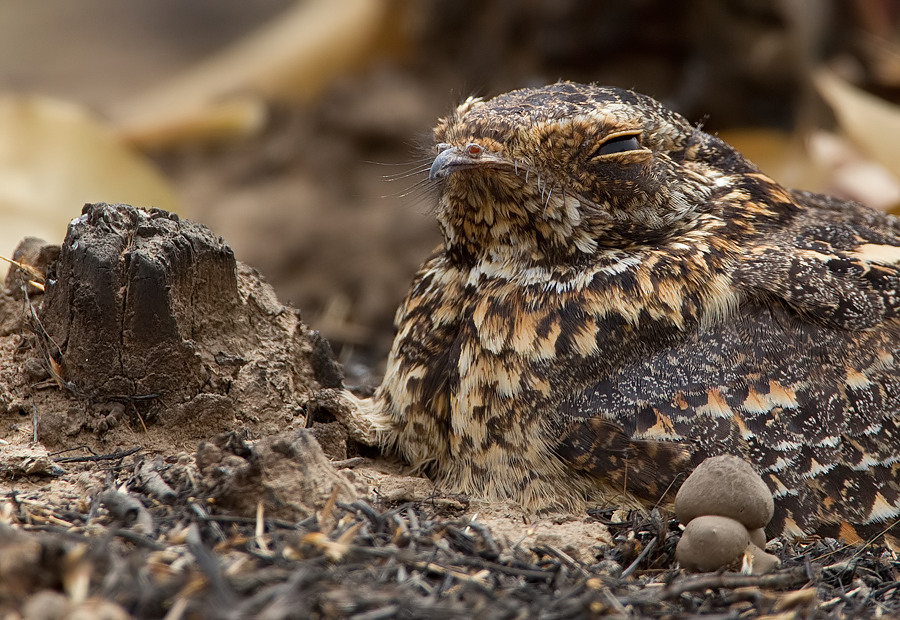
Камерунський дрімлюга-прапорокрил

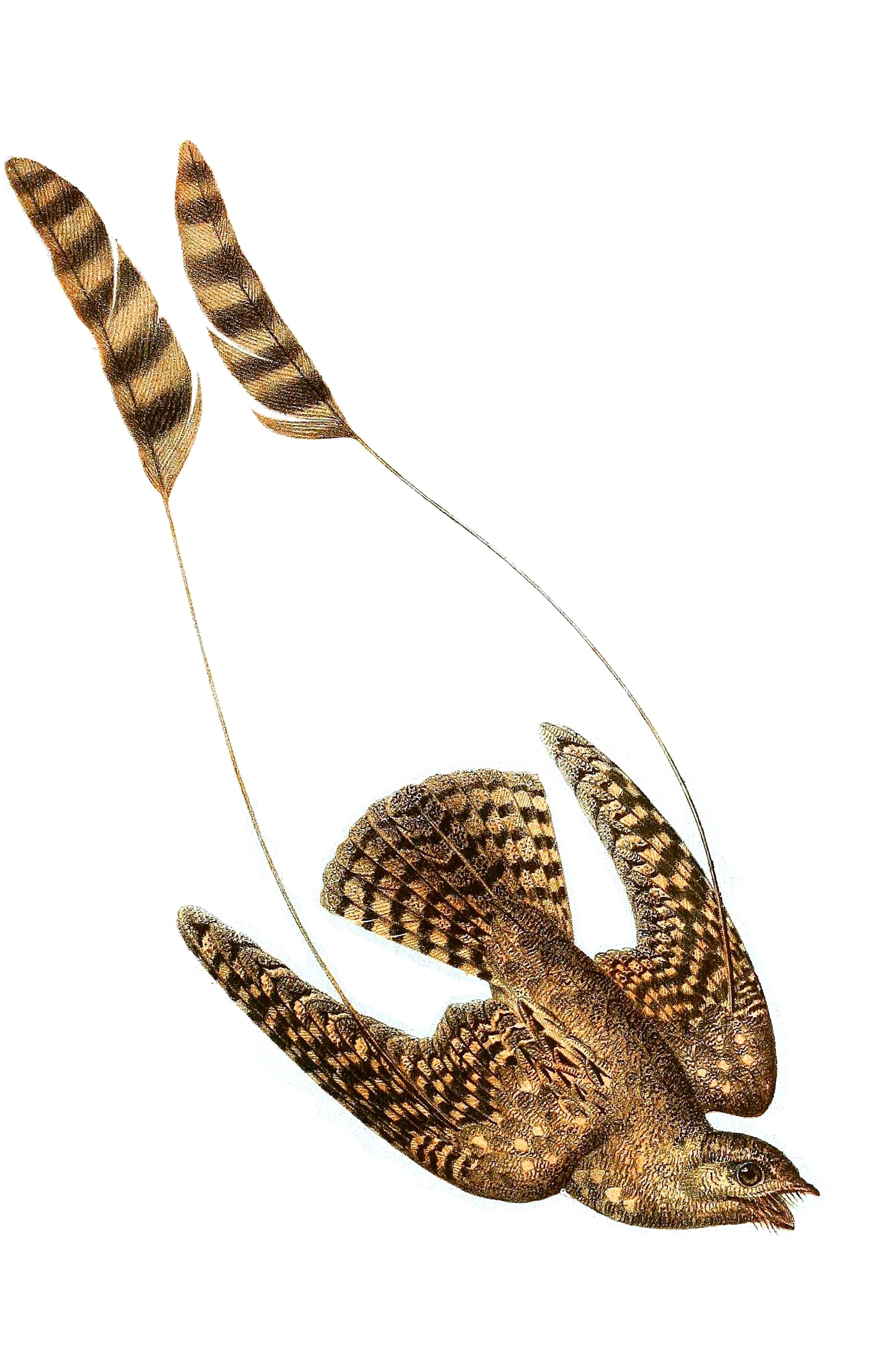
Камерунський дрімлюга-прапорокрил

Довжина птаха становить 20-23 см, враховуючи хвіст довжиною 11 см, довжина крила становить 17,5 см, розмах крил 43-47 см, вага 37-65 г. Верхня частина тіла коричнева, поцяткована білуватими, попелястими і охристими плямками, на шиї рудий "комір". У самиць верхня частина тіла світлаша, піщаного кольору, "комір" слабо виражений. Білі плями на крилах або хвості відсутні. Під час сезону розмноження у самців центральні махові пера дуже сильно видовжуються, досягаючи 38-60 см, більш ніж вдвічі довше за довжину самого птаха. Стрижні цих пер майже по всій довжині є голими, лише на їх кінці є широкі темні опахала, що нагадують прапорці. Ці пера виникли внаслідок статевого добору і не мають функціонального значення.

## Поширення і екологія
Камерунські дрімлюги-прапорокрили гніздяться в Західній і Центральній Африці, від Сенегалу до центрального Камеруну, Південного Судану і Уганди. Взимку вони мігрують на північ, в регіон Сахелю, де зимують від південної Мавританії до Ефіопії і Еритреї. Камерунські дрімлюги-прапорокрили живуть в саванах, рідколіссях, чагарникових заростях, на луках. паолях, пасовищах і в садах. Зустрічаються на висоті до 1400 м над рівнем моря. Живляться комахами, яких ловлять в польоті. Розмножуються влітку, під час сухого сезону. На відміну від багатьох інших видів дрімлюг, камерунські дрімлюги-прапорокрили є полігінними: один самець спарюється з кількома самицями. Під час сезону розмноження самці виконують демонстраційні польоти, змагаючись між собою і приваблюючи самиць. Відкладають яйця просто на голу землю, під чагарником. В кладці 1-2 яйця розміром 26×19 мм.